# 스카이포인트 전망대

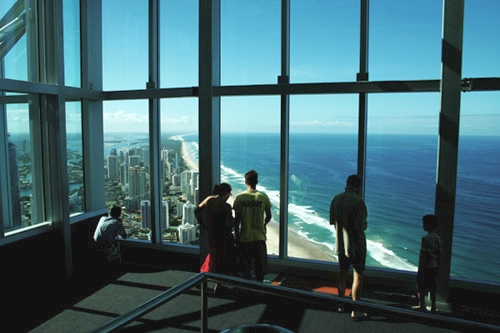
스카이포인트 전망대

스카이포인트 전망대(영어: SkyPoint Observation Deck)는 오스트레일리아 골드코스트 Q1에 위치한 전망대이다.

## 미디어
- KBS 1TV : 걸어서 세계속으로

## 같이 보기
- 드림월드
- 화이트워터 월드